# ジウベルト・モラエス・ジュニオール
ジウベルト・モラエス・ジュニオール（Gilberto Moraes Júnior, 1993年3月7日 - ）は、ブラジル・リオデジャネイロ出身のサッカー選手。ECバイーア所属。ポジションはDF。

## 経歴

### クラブ

#### ボタフォゴ
ブラジルのリオデジャネイロを本拠地とする古豪ボタフォゴFRの下部組織でサッカーを学ぶ。2013年にトップチームに昇格し20歳でプロリーグデビューを果たす。

#### フィオレンティーナ
2015年7月22日にイタリアセリエA所属のACFフィオレンティーナに完全移籍する事が同クラブ公式サイトにより発表された。

#### ヴェローナ
2016年2月1日にエラス・ヴェローナに期限付き移籍。

## 所属クラブ
- ボタフォゴFR 2012-2015

→ SCインテルナシオナル 2014 (loan)
- ACFフィオレンティーナ 2015-2019

→ エラス・ヴェローナFC 2016 (loan)
→ USラティーナ・カルチョ 2016 (loan)
→ CRヴァスコ・ダ・ガマ 2017 (loan)
→ フルミネンセFC 2018-2019 (loan)
- フルミネンセFC 2020
- SLベンフィカ 2020-2023
- ECバイーア 2023-

## エピソード
- アイドルはダニエウ・アウヴェスとウィル・スミス[3]。